# Providence Village
Providence Village est une ville du comté de Denton au Texas, aux États-Unis.

## Démographie
La ville comptait une population estimée en 2017 est de 7 127 habitants.

### Source de la traduction
- (en) Cet article est partiellement ou en totalité issu de l’article de Wikipédia en anglais intitulé « Providence Village, Texas » (voir la liste des auteurs).